# Avalanche de l'Everest de 2014
L'avalanche de l'Everest de 2014 est une avalanche survenue le 18 avril 2014, près du camp de base sur le versant sud du mont Everest. Il s'agit de l'une des avalanches les plus meurtrières de l'histoire de l'Everest, provoquant la mort de seize guides népalais dont trois toujours ensevelis au moment de l'abandon des recherches le 20 avril. Le 22 avril, les guides annoncent qu'ils mettent fin à la saison en hommage à leurs collègues morts, ce qui crée des tensions entre des alpinistes et des guides sherpas survivants.
Certains guides ont été irrités de la maigre compensation offerte par le gouvernement aux familles des victimes et ont menacé d'une « vive protestation » ou de grève.

## Description
L'avalanche s'est produite sur le versant sud du mont Everest, vers 6 h 45, heure locale (1 h 0 UTC), à une altitude d'environ 5 800 mètres. La zone, connue localement sous le nom de « Golden Gate », se trouve dans la cascade de glace du Khumbu. La présence de nombreux séracs instables dans le champ de glace fait que les alpinistes cherchent à passer aussi rapidement que possible, généralement en début de matinée avant que les températures augmentent. Environ 30 hommes, la plupart d'entre eux guides sherpas, ont été pris dans l'avalanche alors qu'ils équipaient de cordes fixes la voie du col Sud (voie normale) entre le camp de base et le camp 1. Les Sherpas doivent en effet trouver et équiper chaque année un nouvel itinéraire à travers la cascade de glace du Khumbu dont les conditions changent régulièrement.

## Victimes
| Mingma Nuru Sherpa     |
| Dorji Sherpa           |
| Ang Tshiri Sherpa      |
| Nima Sherpa            |
| Phurba Ongyal Sherpa   |
| Lakpa Tenjing Sherpa   |
| Chhiring Ongchu Sherpa |
| Dorjee Khatri          |
| Then Dorjee Sherpa     |
| Phur Temba Sherpa      |
| Pasang Karma Sherpa    |
| Asman Tamang           |
| Tenzing Chottar Sherpa |
| Ankaji Sherpa          |
| Pem Tenji Sherpa       |
| Ash Bahadur Gurung     |

Seize personnes sont mortes dans l'avalanche, toutes népalaises. Treize corps sont retrouvés, le 20 avril, quand les opérations de recherche et de secours sont arrêtées par crainte d'un suraccident. Les trois dernières victimes sont ensevelies sous 80 à 100 m de neige et de glace. Les chutes de neige continues rendent les secours beaucoup trop risqués. Neuf autres guides sont blessés dans cette avalanche dont trois nécessitent une hospitalisation et des soins intensifs.
Quatre des guides morts étaient des Sherpas de la région du Solukhumbu au Népal. Ils préparaient l'expédition de Discovery Channel où Joby Ogwyn devait sauter depuis le sommet en base-jump,.
D'après l'alpiniste Tim Rippel, les victimes se déplaçaient lentement et transportaient d'importantes charges d'équipements, de tentes, de réchauds et d'oxygène destinés aux camps d'altitude,. Les guides commencèrent tôt le matin mais furent ralentis par les mauvaises conditions,. Une équipe de tournage du film Everest était à proximité de l'accident. Les Sherpas impliqués dans le tournage se sont joints aux secours.
Plus de 250 personnes sont mortes en tentant l'ascension de l'Everest. Cette avalanche est l'une des plus meurtrières de son histoire et le bilan de cet accident dépasse notablement celui de la saison d'alpinisme 1996 sur l'Everest où huit alpinistes étrangers furent tués.

## Contexte économique
Les guides gagnent généralement environ 125 dollars par ascension et la plupart d'entre eux sont issus de familles de grimpeurs avec, pour seules ressources, les revenus de leurs activités en montagne, et ont rarement d'autres possibilités économiques. De 350 à 450 guides environ, dont la plupart sont des Sherpas, sont employés chaque année pendant la saison d'escalade. Cependant, au cours des dernières années, les étrangers ont commencé à engager leurs propres guides, provoquant des tensions avec la population locale.
Les Sherpas se sont également plaints de l'attitude de certains alpinistes étrangers, complètement indifférents à leurs conditions de travail et insensibles à leur sort.

## Conséquences
Les Sherpas ont été choqués par le faible montant des indemnités proposées par le gouvernement népalais aux familles des victimes, à savoir 40 000 roupies (soit environ 290 euros). Par ailleurs ils ont décidé de ne plus gravir la montagne durant la saison par respect pour leurs camarades morts dans l'avalanche. Le 23 avril 2014, ils plient leurs tentes et quittent le camp de base. À la même date, l'entreprise néo-zélandaise Adventure Consultants, l'entreprise américaine Alpine Ascents International, qui organisent des expéditions commerciales, ont annulé leur saison 2014 sur l'Everest. Discovery Channel, qui avait prévu de filmer en direct le premier saut en wingsuit depuis le sommet par Joby Ogwyn, a annulé son tournage,.